# Akkosaari (ö i Södra Savolax, Nyslott, lat 61,65, long 28,94)
Akkosaari är en ö i Finland. Den ligger i sjön Pihlajavesi och i kommunen Nyslott i den ekonomiska regionen  Nyslott  och landskapet Södra Savolax, i den sydöstra delen av landet, 270 km nordost om huvudstaden Helsingfors. Öns area är 3,6 hektar och dess största längd är 420 meter i sydöst-nordvästlig riktning.